# Podacanthus typhon
Podacanthus typhon – gatunek straszyka z rodziny Phasmatidae i podrodziny Tropidoderinae.

## Taksonomia
Gatunek ten opisany został w 1833 roku przez George’a Roberta Graya.

## Opis
Na głowie 3 wyraźne stemmata. Śródtułów bardzo krótki, z przodu zwężony, pokryty licznymi guzkami. Pokrywy jasnozielone, ciemniejsze niż reszta ciała, o silnie zaznaczony żeberku pośrodku. Tylne skrzydła przezroczyste, wyraziście różowe. Odnóża raczej krótkie, rudoróżowe, przednie z wyniesionymi żeberkami, a środkowe i tylne z kolcami na spodniej stronie. Odwłok długi, u nasady żółtawy, a dalej różowy, z wyjątkiem hypopygium. Hypopygium zielone, u wierzchołka z dwoma różowawo-zielonymi „listkami”.

## Rozprzestrzenienie
Gatunek ten jest endemitem Australii, gdzie zamieszkuje Nową Południową Walię, południowo-wschodnie Queensland oraz Wiktoria.